# ویتسبرن
ویتسبرن (به آلمانی: Veitsbronn) یک شهر در آلمان است که در فورت واقع شده‌است.

## خصوصیات
ویتسبرن ۱۶٫۱۶ کیلومترمربع مساحت دارد ۳۰۰ متر بالاتر از سطح دریا واقع شده‌است.